# レイナード・95I

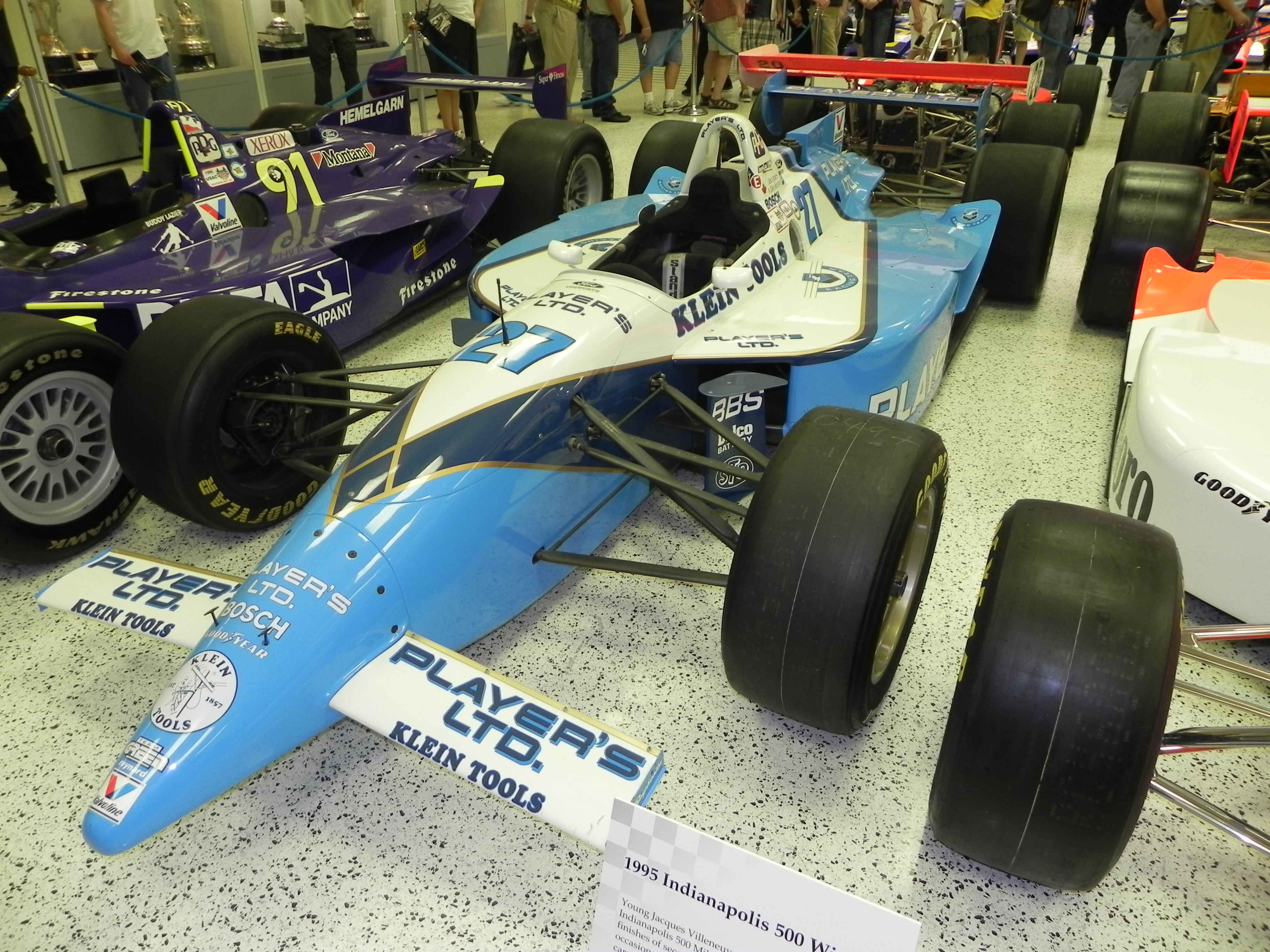
1995年インディ500優勝車両（ジャック・ヴィルヌーヴ車）

レイナード・95I (Reynard 95I) は、レイナードが設計・製造したオープンホイールレーシングカーである。1995年と1996年のインディカー・シーズンで使用され、ジャック・ヴィルヌーヴのドライビングによって、ドライバーズタイトルおよびコンストラクターズタイトルを獲得した。1996年と1996年-1997年のインディ・レーシング・リーグ・シリーズでも使用された。